# Gabrielle Ferrari
Pour les articles homonymes, voir Ferrari.
Gabrielle Ferrari née Colombari le 14 septembre 1851 à Paris, où elle est morte le 4 juillet 1921 dans le 16e arrondissement, est une pianiste et compositrice française connue pour ses opéras.

## Biographie
Marie Valentine Gabrielle Sinébaldine Colombari est née à Paris le 14 septembre 1851, de François Michel Joseph Colombari et de Joséphine Henriette Laure de Montègre. Elle étudie avec Charles Gounod, Théodore Dubois et Henri Ketten. Son opéra Le Cobzar est créé à Monte-Carlo,.
Elle épouse François Ferrari (1837-1909), responsable de la rubrique « Mondanité » du Gaulois puis du Figaro. Ils ont quatre filles.
Elle meurt le 4 juillet 1921 à Paris.

## Œuvre

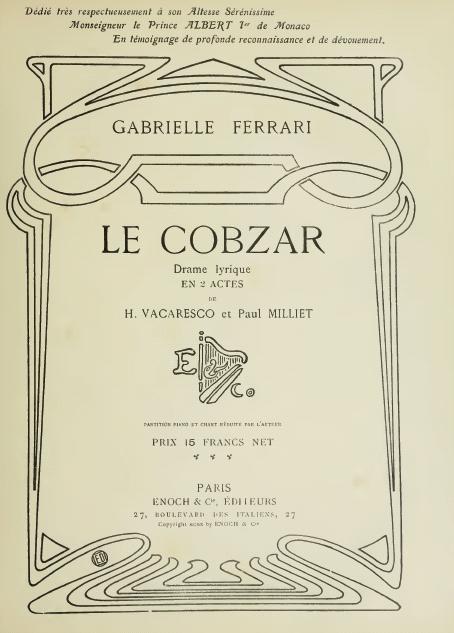
Couverture de Le Cobzar

Ferrari a composé des opéras et des chansons dont elle est l'auteur des textes, ainsi que des œuvres orchestrales ou pour piano :
- Le dernier amour, (Paris, le 11 juin 1895) opéra
- Sous le masque, (Vichy, 1898) opéra
- Le Tartare, (Paris, 1906) opéra, livret de Hélène Vacaresco
- Le Cobzar, (Monte-Carlo, le 16 février 1909) opéra, livret de Paul Milliet et Hélène Vacaresco
- Rapsodie espagnole, piano
- Le ruisseau, piano
- Hirondelle, piano
- Larmes en songe, mélodie
- Chant d'exil, mélodie
- Chant d'amour, mélodie
- Feuilles d'album, Op. 76
- Feuille morte
- Menuet
- Le Sommeil ! (Les draps frais ont séché, poème d'Henri de Régnier), 1913
- Nirvana
- Fantaisie Symphonique
- Jeanne d'Arc
- Tarantelle, Op 49